# Lijst van rijksmonumenten in Kimswerd
De plaats Kimswerd telt 8 inschrijvingen in het rijksmonumentenregister. Hieronder een overzicht. 
| Object | Oorspronkelijke functie?  | Bouwjaar                                                                                                 | Architect | Locatie           | Coördinaten?                 | Nr.?  | Afbeelding                                                    |
| --- | ------------------------- | --- | --------- | ----------------- | ---------------------------- | ----- | ------------------------------------------------------------- |
| Pand tussen topgevels onder zadeldak samen met de nrs. 5 en 7                                                 | Woonhuis                  | |           | Buren 3           | 53° 8' 30" NB, 5° 26' 17" OL | 39353 | Pand tussen topgevels onder zadeldak samen met de nrs. 5 en 7 |
| Pand tussen topgevels onder zadeldak samen met de nrs. 3 en 7                                                 | Woonhuis                  | 1768 |           | Buren 5           | 53° 8' 30" NB, 5° 26' 17" OL | 39354 | Pand tussen topgevels onder zadeldak samen met de nrs. 3 en 7 |
| Pand tussen topgevels onder zadeldak samen met de nrs. 3 en 5                                                 | Woonhuis                  | |           | Buren 7           | 53° 8' 30" NB, 5° 26' 17" OL | 39355 | Pand tussen topgevels onder zadeldak samen met de nrs. 3 en 5 |
| It hûs fan Beppe Klaske                                                                                       | Woonhuis                  | 18e eeuw                                                                                                 |           | Buren 10          | 53° 8' 31" NB, 5° 26' 17" OL | 39357 | Hus It hûs fan Beppe Klaske                                   |
| De Eendracht                                                                                                  | Industrie- en poldermolen | 1872 1975 (rest.) 1991 (rest.)                                                                           |           | Dijksterburen 2   | 53° 8' 5" NB, 5° 25' 38" OL  | 39358 | Meer afbeeldingen                                             |
| Sint-Laurentiuskerk                                                                                           | Kerk en kerkonderdeel     | late 11e eeuw (schip) 12e eeuw (toren) 1250-1300 (koor) 12e of 13e eeuw (timpaan) 1516 (verhoging toren) |           | Greate Pierwei 11 | 53° 8' 29" NB, 5° 26' 20" OL | 39359 | Meer afbeeldingen                                             |
| Heemstra State                                                                                                | Boerderij                 | 1823 |           | Greate Pierwei 19 | 53° 8' 27" NB, 5° 26' 26" OL | 39360 | Meer afbeeldingen                                             |
| Eenvoudig dorpshuisje zonder verdieping met zes- en negenruitsvensters onder hoog met pannen belegd schilddak | Woonhuis                  | 1800-1850                                                                                                |           | Streek 27         | 53° 8' 32" NB, 5° 26' 16" OL | 39361 | Upload foto                                                   |